# Zederik

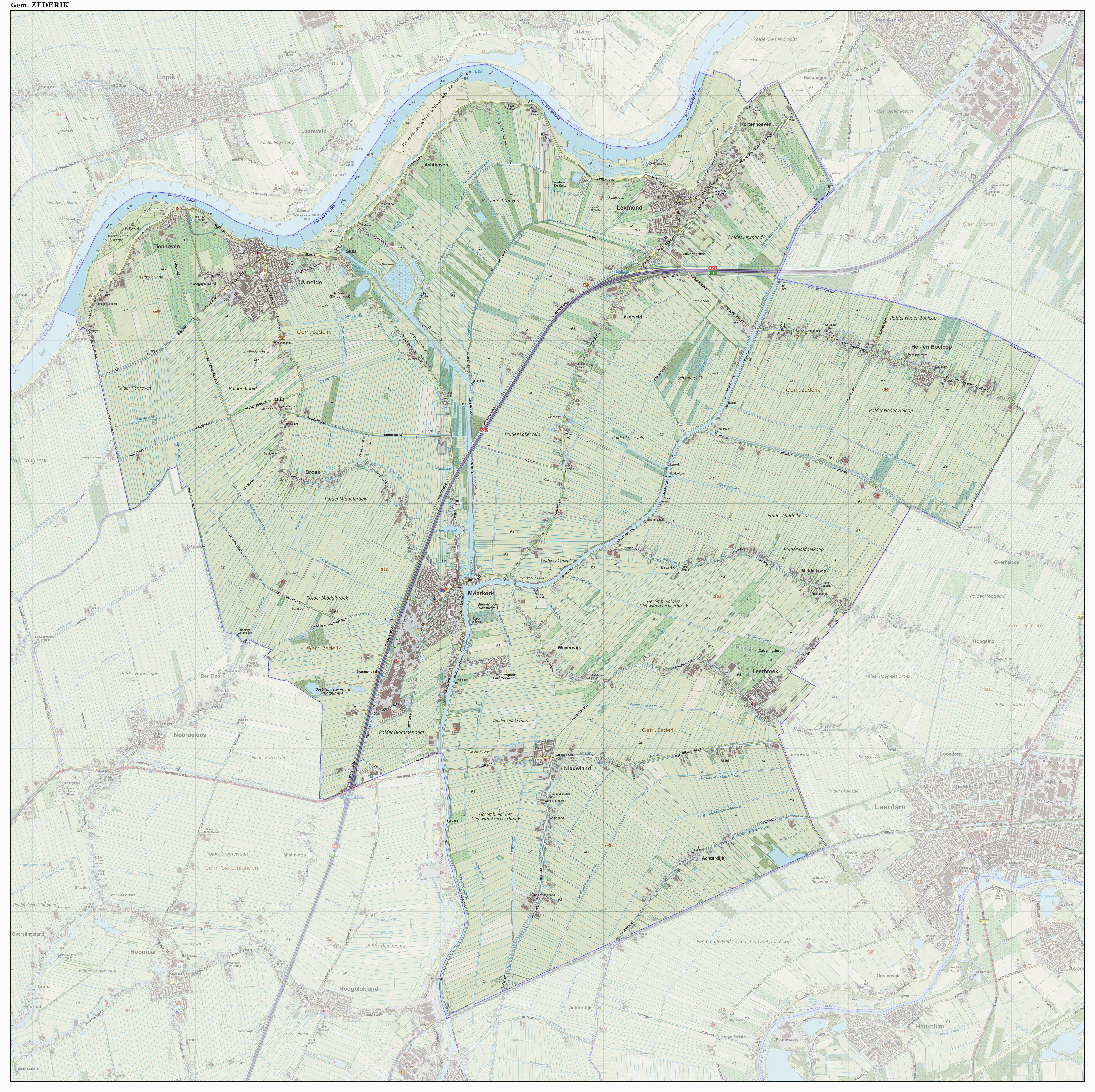
Topografische kaart van de voormalige gemeente Zederik (december 2016)

Zederik (uitspraakⓘ) is een voormalige gemeente in de Nederlandse provincie Zuid-Holland. De gemeente was op 1 januari 1986 ontstaan door het samenvoegen van zeven oorspronkelijke gemeenten in de Alblasserwaard en Vijfheerenlanden, namelijk Ameide, Hei- en Boeicop, Leerbroek, Lexmond, Meerkerk, Nieuwland en Tienhoven (ZH). De naam is afgeleid van het uit de middeleeuwen stammende kanaal de Oude Zederik, die door dit gebied loopt.

## Gemeentefusie
Op 10 november 2015 werd bekend dat Zederik zou fuseren met het naburige Vianen en Leerdam tot een nieuw te vormen gemeente Vijfheerenlanden. Leerdam werkte op dat moment al samen met Zederik in het GLZ-verband, waar ook de gemeente Giessenlanden (nu onderdeel van Molenlanden) deel van uitmaakte.
Deze nieuwe fusiegemeente hoort bij de provincie Utrecht. Fusiepartner gemeente Vianen is in 2002 reeds overgegaan naar de provincie Utrecht. De definitieve herindeling vond plaats op 1 januari 2019 en de nieuwe gemeente Vijfheerenlanden telde op dat moment ongeveer 55.000 inwoners. Op 1 januari 2018 zijn al wel de ambtelijke organisaties van de drie gemeenten samengegaan.

## Geografie
Zederik had een oppervlakte van 76,48 km² (waarvan 2,38 km² water).
Zederik bestond uit de volgende woonplaatsen:
| Plaats               | Inwoners |
| -------------------- | -------- |
| Ameide               | 2.940    |
| Meerkerk             | 3.740    |
| Lexmond              | 2.645    |
| Leerbroek            | 1.570    |
| Hei- en Boeicop      | 935      |
| Tienhoven aan de Lek | 760      |
| Nieuwland            | 1.005    |

N.B.: Tienhoven bestaat in feite uit twee kernen: één historische en één aan Ameide vastgebouwd.
Bron: CBS, 1 januari 2013
Ameide was de enige stad in Zederik. Het gemeentehuis bevond zich echter in het centraler gelegen Meerkerk. Zederik kende twee officiële buurtschappen: Achterdijk (Nieuwland) en Sluis (Ameide).
In het noorden werd de gemeente, evenals de provincie, begrensd door de Lek, die bepalend is geweest in de geschiedenis van Ameide. Ook Lexmond ligt aan deze rivier. De gemeente werd doorsneden door het Merwedekanaal, waar Meerkerk aan ligt. Tussen Meerkerk en Ameide stroomt de Oude Zederik, dwars door het voor de fauna zeer belangrijke natuurgebied de Zouweboezem. Ook een aantal delen van de uiterwaarden langs de Lek fungeren als natuurgebied.
Dwars door de gemeente liep de snelweg A27, met op- en afritten bij Lexmond en Meerkerk. Vanaf de afrit bij Meerkerk loopt tevens de provinciale weg N214 naar de Drechtsteden. Op gemeentelijk niveau waren de wegen in de driehoek Ameide-Lexmond-Meerkerk de belangrijkste verkeersaders.
In het zuiden werd de grens van de gemeente gevormd door het spoor van de MerwedeLingelijn. Er bevond zich op gemeentegrond echter geen station. Wel bestaat al sinds 1875 het idee voor een spoorlijn tussen Utrecht en Breda. Die zou bij eventuele aanleg door de voormalige gemeente Zederik komen te lopen. Een station in Zederik had daarbij wellicht realiteit kunnen worden. In 2008 zijn nieuwe plannen gepresenteerd voor deze spoorlijn. Een commissie van de Tweede Kamer oordeelde echter dat de aanleg van de spoorlijn niet eerder dan in 2020 kan beginnen.

## Gemeentebestuur

### Gemeenteraad
Vanaf 1990 tot 2018 was de gemeenteraad als volgt samengesteld:
| Partij           | 1990 | 1994 | 1998 | 2002 | 2006 | 2010 | 2014 |
| ---------------- | ---- | ---- | ---- | ---- | ---- | ---- | ---- |
| CDA              | 5    | 4    | 3    | 5    | 4    | 4    | 4    |
| SGP              | 2    | 2    | 2    | 2    | 2    | 2    | 3    |
| VKG              | 3    | 4    | 4    | 2    | 2    | 2    | 3    |
| ChristenUnie     | -    | -    | -    | 2    | 2    | 2    | 2    |
| VVD              | 1    | 1    | 2    | 2    | 2    | 2    | 2    |
| PvdA             | 3    | 2    | 2    | 2    | 3    | 2    | 1    |
| Lijst -Van Belle | -    | -    | -    | -    | -    | 1    | -    |
| RPF              | 1    | 2    | 2    | -    | -    | -    | -    |
| Totaal           | 15   | 15   | 15   | 15   | 15   | 15   | 15   |

### College van burgemeester en wethouders
Het college van burgemeester en wethouders bestaat na de gemeenteraadsverkiezingen van 2014 uit een coalitie van CDA, SGP en VVD.'
- Burgemeester: André Bonthuis (PvdA)
- Wethouders:
  - M. (Maks) van Middelkoop (CDA)
  - A. (Arie) Donker (SGP)
  - W. (Wim) Mulckhuijse (VVD)

Gemeentesecretaris:
- J.H. (Joop) Koetsenruijter

Na de gemeenteraadsverkiezingen van 2014 werd er een nieuwe coalitie gevormd onder leiding van het CDA. Hierin namen verder de winnende partij SGP en de VVD deel. Nieuwe wethouders werden Arie Donker namens de SGP en Wim Mulckhuijse namens de VVD.
Na de gemeenteraadsverkiezingen van 2010 mocht het CDA onder leiding van Goof Bos beginnen met informele gesprekken. Uiteindelijk kwam er een coalitie tussen het CDA, de PvdA en de ChristenUnie tot stand. De ChristenUnie trok Hans Freije aan, die eerder wethouder was in gemeente Giessenlanden. Wethouder Jory Verwolf gaf aan te stoppen, waarna Goof Bos wethouder werd namens het CDA. Ralf Krämer bleef aan. Het CDA gaf aan met deze partijen verder te willen omdat Ralf Krämer voor continuïteit zorgde, hij zat immers in het vorige college, en omdat de ChristenUnie in Zederik qua stemmenaantal de grootste winnaar was.

### Coalitiecrisis 2008
Tijdens de gemeenteraadsvergadering van 21 april 2008 legde wethouder C. Veth (VVD) zijn functie neer waarna de VVD-fractie de steun voor de coalitie introk. Vanaf 26 mei werd de opengevallen positie ingevuld door de SGP'er C. Bor. Wethouder Bor bleef aan tot de totstandkoming van de CDA/PvdA/CU-coalitie in 2010. Een crisis in de coalitie was in Zederik nog niet eerder voorgekomen.

## Aangrenzende gemeenten
| Aangrenzende gemeenten | Aangrenzende gemeenten | Aangrenzende gemeenten | Aangrenzende gemeenten | Aangrenzende gemeenten |
| ---------------------- | ---------------------- | ---------------------- | ---------------------- | ---------------------- |
| Lopik (U)              |                        |                        |                        | Vianen                 |
|                        |                        |                        |                        |                        |
| Molenwaard (ZH)        | Leerdam                |                        |                        |                        |
|                        |                        |                        |                        |                        |
| Giessenlanden (ZH)     |                        |                        |                        |                        |

## Cultuur

### Monumenten
In de gemeente zijn er een aantal rijks-, gemeentelijke en oorlogsmonumenten, zie:
- Lijst van rijksmonumenten in Zederik
- Lijst van gemeentelijke monumenten in Zederik
- Lijst van oorlogsmonumenten in Zederik

### Kunst in de openbare ruimte
In de gemeente zijn diverse beelden, sculpturen en objecten geplaatst in de openbare ruimte, zie:
- Lijst van beelden in Zederik